# Hubert Krejčí
Hubert Krejčí (11. listopadu 1944 Pardubice – 10. února 2022 Praha) byl český dramatik, divadelní režisér, herec, mim, překladatel a specialista na pohybové techniky stylizovaného divadla. Žil v Praze.

## Život
V roce 1974 vystudoval režii na Janáčkově akademii múzických umění v Brně. V roce 1976 založil v Pardubicích experimentální soubor Yorickova pantomima, na který navázala Pardubická ochotnická divadelní společnost. Ve svých hrách využívá provokaci a černý humor, k tradici pouťových morytátů se hlásí také archaickým jazykem, často jde o volné pásmo krátkých, výrazně pointovaných scének (Bramborové divadlo dr. Sakripantiho). Životní motto: “Smrt divadlu”. Vytvořil také adaptace klasických textů čínského divadla: Démonův pramen, Vějíř s broskvovými květy. Vladimír Morávek režíroval pro brněnské Divadlo Husa na provázku Krejčího hry Tajemství muzea voskových figurín a Dvojí proměna aneb Co je blbějšího než divadlo? Dvě divadla. S Krejčím spolupracovala také Eva Tálská se Studiem Dům (Arlekino vévodou bretaňským aneb Král Lear), Dejvické divadlo, Divadlo v Dlouhé nebo Klicperovo divadlo. Krejčí stál také u zrodu brněnského Malého divadla kjógenu, které se zabývá studiem tradičních japonských frašek. Působil také jako externí pedagog na divadelních školách.
Dramatické a další texty Huberta Krejčího vycházely zejména zásluhou malého nakladatelství Krystal a editorky Petry Vrtbovské (nyní Winnette), která s Hubertem Krejčím dlouho spolupracovala. Během jejich přátelské spolupráce postupně vyšly tyto texty:
- Huml, Krejčí Princ Bhadra a princezna Vasantaséna aneb Mnich pokrytec neboli Psí ocásek svrchované čistoty (Líla, 1990).
- Hubert Krejčí Hry ze smetiště (Krystal, 1991)
- Dostálek, Krejčí, Vlčková Dva nepraví cikáni (Krystal, Divus, 1994).
- Nepotřebné paběrky ze staré Číny a Japonska (vybral a z ruštiny přeložil Hubert Krejčí) (Krystal, 1997)
- Hubert Krejčí Divadelní hříčky (Krystal,1999).
- Anderle, Jandourek, Krejčí, Roleček Veselý kalendář na celý rok (Krystal, 2003)